# Arrondissement Lons-le-Saunier
Das Arrondissement Lons-le-Saunier ist eine Verwaltungseinheit des französischen Départements Jura innerhalb der Region Bourgogne-Franche-Comté. Hauptort (Sitz der Präfektur) ist Lons-le-Saunier.
Im Arrondissement liegen acht Wahlkreise (Kantone) und 248 Gemeinden. Zum 1. Mai 2006 wechselte der Kanton Chaumergy vom Arrondissement Dole zum Arrondissement Lons-le-Saunier, der Kanton Villers-Farlay vom Arrondissement Lons-le-Saunier zum Arrondissement Dole.

## Wahlkreise
- Kanton Bletterans (mit 39 von 59 Gemeinden)
- Kanton Champagnole
- Kanton Lons-le-Saunier-1
- Kanton Lons-le-Saunier-2
- Kanton Moirans-en-Montagne (mit 37 von 52 Gemeinden)
- Kanton Poligny (mit 33 von 42 Gemeinden)
- Kanton Saint-Amour
- Kanton Saint-Laurent-en-Grandvaux (mit 59 von 67 Gemeinden)

## Gemeinden
Die Gemeinden des Arrondissements Lons-le-Saunier sind:
| 1. Alièze (39007)                        | 2. Andelot-en-Montagne (39009)         | 3. Andelot-Morval (39010)        | 4. Ardon (39015)                       |
| 5. Arinthod (39016)                      | 6. Arlay (39017)                       | 7. Aromas (39018)                | 8. Arsure-Arsurette (39020)            |
| 9. Augea (39025)                         | 10. Augisey (39027)                    | 11. Balanod (39035)              | 12. Barésia-sur-l’Ain (39038)          |
| 13. Baume-les-Messieurs (39041)          | 14. Beaufort-Orbagna (39043)           | 15. Beffia (39045)               | 16. Bief-des-Maisons (39052)           |
| 17. Bief-du-Fourg (39053)                | 18. Billecul (39055)                   | 19. Bletterans (39056)           | 20. Blois-sur-Seille (39057)           |
| 21. Blye (39058)                         | 22. Bois-de-Gand (39060)               | 23. Boissia (39061)              | 24. Bonlieu (39063)                    |
| 25. Bonnefontaine (39065)                | 26. Bornay (39066)                     | 27. Bourg-de-Sirod (39070)       | 28. Briod (39079)                      |
| 29. Broissia (39080)                     | 30. Censeau (39083)                    | 31. Cerniébaud (39085)           | 32. Cernon (39086)                     |
| 33. Cesancey (39088)                     | 34. Chambéria (39092)                  | 35. Champagnole (39097)          | 36. Champrougier (39100)               |
| 37. Chapelle-Voland (39104)              | 38. Chapois (39105)                    | 39. Charcier (39107)             | 40. Charency (39108)                   |
| 41. Charézier (39109)                    | 42. Charnod (39111)                    | 43. Château-Chalon (39114)       | 44. Châtelneuf (39120)                 |
| 45. Châtillon (39122)                    | 46. Chaumergy (39124)                  | 47. Chaux-des-Crotenay (39129)   | 48. Chavéria (39134)                   |
| 49. Chemenot (39136)                     | 50. Chêne-Sec (39140)                  | 51. Chevreaux (39142)            | 52. Chevrotaine (39143)                |
| 53. Chille (39145)                       | 54. Chilly-le-Vignoble (39146)         | 55. Cize (39153)                 | 56. Clairvaux-les-Lacs (39154)         |
| 57. Cogna (39156)                        | 58. Commenailles (39160)               | 59. Condamine (39162)            | 60. Condes (39163)                     |
| 61. Conliège (39164)                     | 62. Conte (39165)                      | 63. Cornod (39166)               | 64. Cosges (39167)                     |
| 65. Courbette (39168)                    | 66. Courbouzon (39169)                 | 67. Courlans (39170)             | 68. Courlaoux (39171)                  |
| 69. Cousance (39173)                     | 70. Crans (39178)                      | 71. Cressia (39180)              | 72. Crotenay (39183)                   |
| 73. Cuisia (39185)                       | 74. Cuvier (39187)                     | 75. Denezières (39192)           | 76. Desnes (39194)                     |
| 77. Digna (39197)                        | 78. Domblans (39199)                   | 79. Dompierre-sur-Mont (39200)   | 80. Doucier (39201)                    |
| 81. Doye (39203)                         | 82. Dramelay (39204)                   | 83. Écrille (39207)              | 84. Entre-deux-Monts (39208)           |
| 85. Équevillon (39210)                   | 86. Esserval-Tartre (39214)            | 87. Foncine-le-Bas (39227)       | 88. Foncine-le-Haut (39228)            |
| 89. Fontainebrux (39229)                 | 90. Fontenu (39230)                    | 91. Foulenay (39234)             | 92. Francheville (39236)               |
| 93. Fraroz (39237)                       | 94. Frébuans (39241)                   | 95. Frontenay (39244)            | 96. Genod (39247)                      |
| 97. Geruge (39250)                       | 98. Gevingey (39251)                   | 99. Gigny (39253)                | 100. Gillois (39254)                   |
| 101. Gizia (39255)                       | 102. Graye-et-Charnay (39261)          | 103. Hautecour (39265)           | 104. Hauteroche (39177)                |
| 105. L’Étoile (39217)                    | 106. La Boissière (39062)              | 107. La Chailleuse (39021)       | 108. La Charme (39110)                 |
| 109. La Chassagne (39112)                | 110. La Chaux-en-Bresse (39132)        | 111. La Favière (39221)          | 112. La Frasnée (39239)                |
| 113. La Latette (39282)                  | 114. La Marre (39317)                  | 115. La Tour-du-Meix (39534)     | 116. Ladoye-sur-Seille (39272)         |
| 117. Largillay-Marsonnay (39278)         | 118. Larnaud (39279)                   | 119. Lavigny (39288)             | 120. Le Frasnois (39240)               |
| 121. Le Larderet (39277)                 | 122. Le Latet (39281)                  | 123. Le Louverot (39304)         | 124. Le Pasquier (39406)               |
| 125. Le Pin (39421)                      | 126. Le Vaudioux (39545)               | 127. Le Vernois (39553)          | 128. Le Villey (39575)                 |
| 129. Lent (39292)                        | 130. Les Chalesmes (39091)             | 131. Les Deux-Fays (39196)       | 132. Les Nans (39381)                  |
| 133. Les Planches-en-Montagne (39424)    | 134. Les Repôts (39457)                | 135. Les Trois-Châteaux (39378)  | 136. Loisia (39295)                    |
| 137. Lombard (39296)                     | 138. Longcochon (39298)                | 139. Lons-le-Saunier (39300)     | 140. Loulle (39301)                    |
| 141. Macornay (39306)                    | 142. Mantry (39310)                    | 143. Marigna-sur-Valouse (39312) | 144. Marigny (39313)                   |
| 145. Marnézia (39314)                    | 146. Maynal (39320)                    | 147. Menétru-le-Vignoble (39321) | 148. Menétrux-en-Joux (39322)          |
| 149. Mérona (39324)                      | 150. Mesnois (39326)                   | 151. Messia-sur-Sorne (39327)    | 152. Mièges (39329)                    |
| 153. Mignovillard (39331)                | 154. Moiron (39334)                    | 155. Monnetay (39343)            | 156. Monnet-la-Ville (39344)           |
| 157. Montagna-le-Reconduit (39346)       | 158. Montaigu (39348)                  | 159. Montain (39349)             | 160. Montfleur (39353)                 |
| 161. Montigny-sur-l’Ain (39356)          | 162. Montlainsia (39273)               | 163. Montmorot (39362)           | 164. Montrevel (39363)                 |
| 165. Montrond (39364)                    | 166. Mont-sur-Monnet (39366)           | 167. Mournans-Charbonny (39372)  | 168. Moutonne (39375)                  |
| 169. Moutoux (39376)                     | 170. Nance (39379)                     | 171. Nancuise (39380)            | 172. Nevy-sur-Seille (39388)           |
| 173. Ney (39389)                         | 174. Nogna (39390)                     | 175. Nozeroy (39391)             | 176. Onglières (39393)                 |
| 177. Onoz (39394)                        | 178. Orgelet (39397)                   | 179. Pannessières (39404)        | 180. Passenans (39407)                 |
| 181. Patornay (39408)                    | 182. Perrigny (39411)                  | 183. Pillemoine (39419)          | 184. Pimorin (39420)                   |
| 185. Plainoiseau (39422)                 | 186. Plaisia (39423)                   | 187. Plénise (39427)             | 188. Plénisette (39428)                |
| 189. Poids-de-Fiole (39431)              | 190. Pont-de-Poitte (39435)            | 191. Pont-du-Navoy (39437)       | 192. Présilly (39443)                  |
| 193. Publy (39445)                       | 194. Quintigny (39447)                 | 195. Recanoz (39454)             | 196. Reithouse (39455)                 |
| 197. Relans (39456)                      | 198. Revigny (39458)                   | 199. Rix (39461)                 | 200. Rosay (39466)                     |
| 201. Rotalier (39467)                    | 202. Rothonay (39468)                  | 203. Ruffey-sur-Seille (39471)   | 204. Rye (39472)                       |
| 205. Saffloz (39473)                     | 206. Saint-Amour (39475)               | 207. Saint-Didier (39480)        | 208. Saint-Germain-en-Montagne (39481) |
| 209. Saint-Hymetière-sur-Valouse (39137) | 210. Saint-Lamain (39486)              | 211. Saint-Maur (39492)          | 212. Saint-Maurice-Crillat (39493)     |
| 213. Sapois (39503)                      | 214. Sarrogna (39504)                  | 215. Saugeot (39505)             | 216. Sellières (39508)                 |
| 217. Sergenaux (39511)                   | 218. Sergenon (39512)                  | 219. Sirod (39517)               | 220. Songeson (39518)                  |
| 221. Soucia (39519)                      | 222. Supt (39522)                      | 223. Syam (39523)                | 224. Thoirette-Coisia (39530)          |
| 225. Thoiria (39531)                     | 226. Thoissia (39532)                  | 227. Toulouse-le-Château (39533) | 228. Trenal (39537)                    |
| 229. Uxelles (39538)                     | 230. Val-d’Épy (39209)                 | 231. Valempoulières (39540)      | 232. Val-Sonnette (39576)              |
| 233. Val Suran (39485)                   | 234. Valzin en Petite Montagne (39290) | 235. Vannoz (39543)              | 236. Verges (39550)                    |
| 237. Véria (39551)                       | 238. Vernantois (39552)                | 239. Vers-en-Montagne (39554)    | 240. Vers-sous-Sellières (39555)       |
| 241. Vertamboz (39556)                   | 242. Vescles (39557)                   | 243. Vevy (39558)                | 244. Villeneuve-sous-Pymont (39567)    |
| 245. Villevieux (39574)                  | 246. Vincent-Froideville (39577)       | 247. Voiteur (39582)             | 248. Vosbles-Valfin (39583)            |

## Neuordnung der Arrondissements 2017

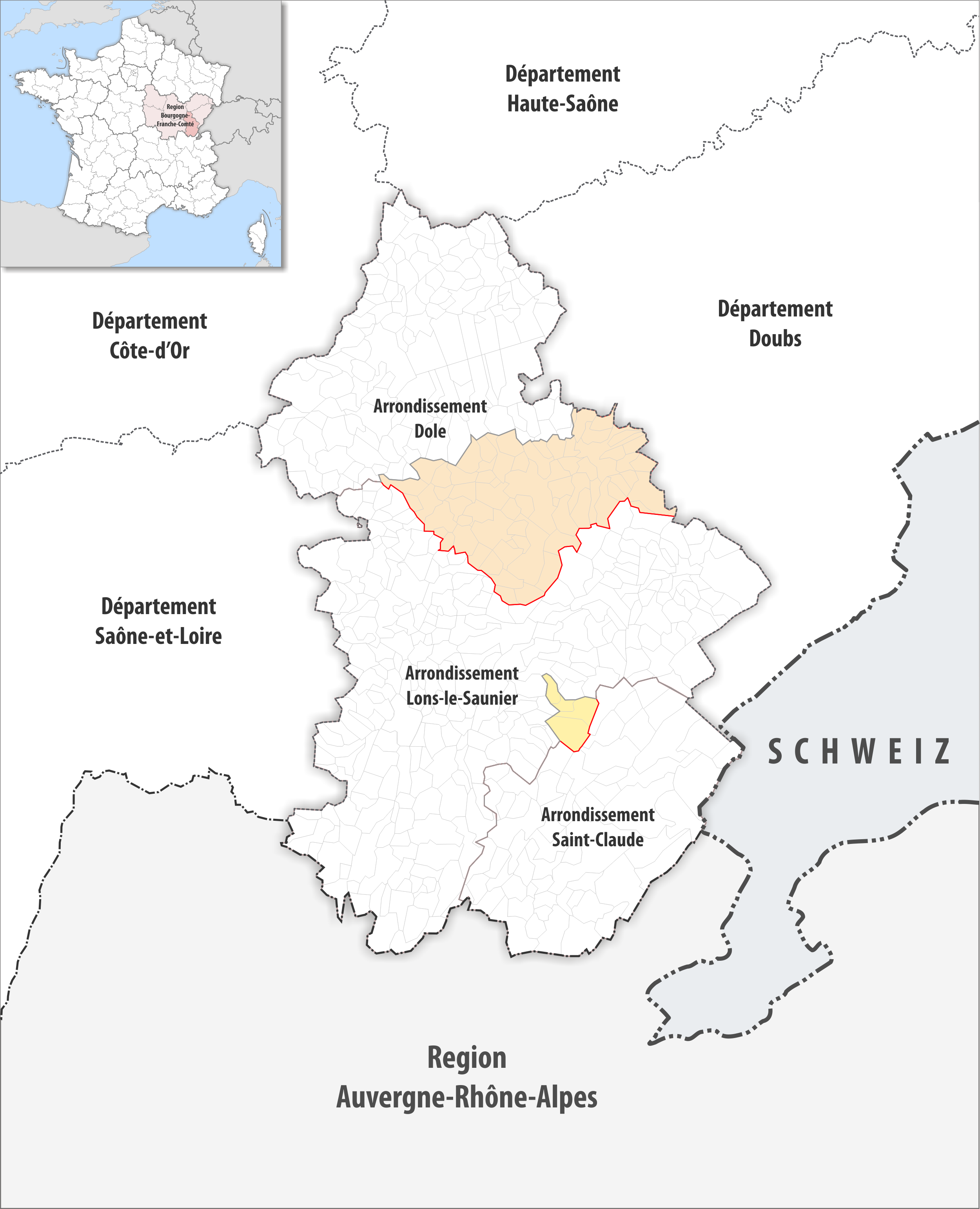
Arrondissementsanpassungen im Jahr 2017

Durch die Neuordnung der Arrondissements im Jahr 2017 wurde die Fläche der 67 Gemeinden Abergement-le-Grand, Abergement-le-Petit, Abergement-lès-Thésy, Aiglepierre, Arbois, Aresches, Aumont, Barretaine, Bersaillin, Besain, Biefmorin, Bracon, Brainans, Buvilly, Cernans, Chamole, Chaussenans, Chaux-Champagny, Chilly-sur-Salins, Clucy, Colonne, Darbonnay, Dournon, Fay-en-Montagne, Geraise, Grange-de-Vaivre, Grozon, Ivory, Ivrey, La Chapelle-sur-Furieuse, La Châtelaine, La Ferté, Le Chateley, Le Fied, Lemuy, Les Arsures, Les Planches-près-Arbois, Marnoz, Mathenay, Mesnay, Miéry, Molain, Molamboz, Monay, Montholier, Montigny-lès-Arsures, Montmarlon, Neuvilley, Oussières, Picarreau, Plasne, Poligny, Pont-d’Héry, Pretin, Pupillin, Saint-Cyr-Montmalin, Saint-Lothain, Saint-Thiébaud, Saizenay, Salins-les-Bains, Thésy, Tourmont, Vadans, Vaux-sur-Poligny, Villerserine, Villers-les-Bois und Villette-lès-Arbois aus dem Arrondissement Lons-le-Saunier dem Arrondissement Dole zugewiesen.
Dafür wechselte die Fläche der vier Gemeinden Bonlieu, Denezières, Saint-Maurice-Crillat und Saugeot vom Arrondissement Saint-Claude zum Arrondissement Lons-le-Saunier.

## Ehemalige Gemeinden seit der landesweiten Neuordnung der Arrondissements
bis 2024:
Sainte-Agnès
bis 2018:
Beaufort, Orbagna, Domblans, Bréry, Les Trois Châteaux, Saint-Jean-d’Étreux, Chemilla, Cézia, Lavans-sur-Valouse, Saint-Hymetière
bis 2017:
Chisséria, La Balme-d’Épy, Valfin-sur-Valouse, Vosbles
bis 2016:
Bonnaud, Bourcia, Chatonnay, Coisia, Dessia, Fétigny, Grusse, Lains, Légna, Louvenne, Mallerey, Montagna-le-Templier, Saint-Julien, Savigna, Thoirette, Vercia, Villechantria, Villeneuve-lès-Charnod, Vincelles
bis 2015:
Arthenas, Chazelles, Communailles-en-Montagne, Crançot, Esserval-Combe, Essia, Florentia, Froideville, Granges-sur-Baume, L’Aubépin, Mirebel, Molpré, Nanc-lès-Saint-Amour, Nantey, Saint-Germain-lès-Arlay, Saint-Laurent-la-Roche, Varessia, Senaud, Vincent

## Belege
1. ↑   Arrêté préfectoral no 06/058 du 9 mars 2006 portant modification des limites territoriales des arrondissements de Lons-le-Saunier et de Dole (Jura) (Memento vom 4. Dezember 2008 im Internet Archive)